# 와타나베 츠루기
와타나베 츠루기(일본어: 渡邉 剣 와타나베 쓰루기[*], 1996년 7월 16일 ~ )는 일본의 배우이다.

## 출연작

### TV 드라마
- 2016년 ~ 2017년 동물전대 주오저 - 터스크 / 쥬오우엘리펀트 역

## 영화
- 수리검전대 닌닌저 VS 토큐저 THE MOVIE 닌자 인 원더랜드 - 터스크 / 쥬오우엘리펀트 역
- 극장판 동물전대 쥬오우저 두근두근 서커스 패닉 - 터스크 / 쥬오우엘리펀트 역
- 동물전대 쥬오우저 슈퍼 동물 대전 - 터스크 / 쥬오우엘리펀트 역
- 동물전대 쥬오우저 VS 닌닌저 미래에서의 메시지 from 슈퍼전대 - 터스크 / 쥬오우엘리펀트 역
- 돌아온 동물전대 쥬오우저 목숨접수! 지구왕자결정전 - 터스크 / 쥬오우엘리펀트 역